# Parafia wojskowa św. Jana Bosko w Głogowie
Parafia wojskowa pw. św. Jana Bosko w Głogowie – istniejąca w okresie 16 października 1996 – 10 grudnia 2018 parafia rzymskokatolicka w garnizonie w Głogowie. Dekanatu Inspektoratu Wsparcia Sił Zbrojnych Ordynariatu Polowego Wojska Polskiego (do 6-12-2011 roku parafia należała do Śląskiego Dekanatu Wojskowego).

## Historia
W 1990 r. wprowadzona została w garnizonie opieka duszpasterska. W dniu 16 października 1996 r. Biskup Polowy WP erygował parafię wojskową pw. św. Jana Bosko, a 27.02.2000 r. poświęcił kaplicę.
Kaplica nowo powstałej parafii wojskowej pw. św. Jana Bosko w Głogowie znajduje się w pomieszczeniach nad biurem przepustek jednostki wojskowej.
Pierwszym, tymczasowym kapelanem został o. rektor Ireneusz Homoncik z parafii św. Klemensa w Głogowie, z kolei pierwszym proboszczem, nominowanym przez biskupa polowego Wojska Polskiego gen. dyw. Sławoja Leszka Głodzia, został ks. por. Sławomir Pięt.
5 września 2005 r. proboszczem został ks. kpt. Rafał Kaproń, który przybył do Głogowa po misji w Iraku, gdzie był kapelanem Samodzielnej Grupy Powietrzno-Szturmowej. W maju 2010 roku opuścił parafię, by zostać kapelanem polowym żołnierzy w Afganistanie, podczas VII zmiany ISAF.
Nowym proboszczem w parafii został ks. por. Stanisław Denys, który przybył po misji VI zmiany w FOB WARRIOR Afganistan.
Dekretem Jego Ekscelencji biskupa polowego Józefa Guzdka, w dniu 20.03.2011 nastąpiło przekazanie obowiązków proboszczowskich. Z dniem 22.03.2011 r. ks. por. Stanisław Dendys został wyznaczony na administratora Parafii Wojskowej pw. Świętego Melchiora Grodeckiego w Darłowie, a na jego miejsce przyszedł ks. ppor. Adam Tur z parafii żagańskiej.
Po trzech miesiącach, kolejnym dekretem biskup polowy wyznacza na administratora ks.mjr Sławomira Pięt.
Następnie z dniem 10.12.2011 r. ks.por. Stanisław Denys zostaje mianowany proboszczem i powraca do głogowskiej parafii wojskowej. Do 2012 roku parafia należała do Śląskiego Dekanatu Wojskowego.
W związku ze zmniejszoną liczbą wojska w Głogowie, Ordynariusz Polowy Wojska Polskiego bp gen. Józef Guzdek swoim Dekretem, w grudniu 2018 r., po 22 latach istnienia, zlikwidował Parafię wojskową w Głogowie, a powołał w to miejsce Ośrodek duszpasterski. Dlatego w Garnizonie nie ma proboszcza wojskowego a jedynie kapelan wyznaczony z najbliższej Parafii wojskowej w Świętoszowie.